# Jeremy Abbott
Jeremy Abbott (Aspen, Colorado, 5 de junho de 1985), é um ex-patinador artístico americano, que compete no individual masculino. Abbott foi por duas vezes medalhista de bronze do Campeonato dos Quatro Continentes (2007 e 2011), foi medalhista de ouro na Final do Grand Prix de 2008–2009, e campeão por quatro vezes do campeonato nacional americano (2009, 2010, 2012, 2014) . Nos Jogos Olímpicos de Inverno de 2014 em Sóchi, Brown  recebeu a medalha de bronze na competição por equipes, e terminou na nona posição no individual masculino, também disputou o Jogos Olímpicos de Inverno de 2010 em Vancouver, onde terminou na nona posição no individual masculino.
Durante a temporada 2016–2017, Abbott participou do Japan Open de 2016.  Ao final da temporada, ele anunciou a aposentadoria das competições.

## Principais resultados
| Resultados | Resultados    | Resultados        | Resultados    | Resultados      | Resultados    | Resultados        | Resultados        | Resultados      | Resultados        | Resultados        | Resultados       | Resultados        | Resultados        | Resultados    | Resultados    | Resultados    |
| Internacional | Internacional | Internacional     | Internacional | Internacional   | Internacional | Internacional     | Internacional     | Internacional   | Internacional     | Internacional     | Internacional    | Internacional     | Internacional     | Internacional | Internacional | Internacional |
| Evento/Temporada | 2001– 2002    | 2002– 2003        | 2003– 2004    | 2004– 2005      | 2005– 2006    | 2006– 2007        | 2007– 2008        | 2008– 2009      | 2009– 2010        | 2010– 2011        | 2011– 2012       | 2012– 2013        | 2013– 2014        | 2014– 2015    |               |               |
| --- | ------------- | ----------------- | ------------- | --------------- | ------------- | ----------------- | ----------------- | --------------- | ----------------- | ----------------- | ---------------- | ----------------- | ----------------- | ------------- | ------------- | ------------- |
| Jogos Olímpicos |               |                   |               |                 |               |                   |                   |                 | 9.º               |                   |                  |                   | 12.º              |               |               |               |
| Campeonato Mundial |               |                   |               |                 |               |                   | 11.º              | 11.º            | 5.º               |                   | 8.º              |                   | 5.º               |               |               |               |
| Camp. dos Quatro Continentes |               |                   |               |                 |               | Medalha de bronze | 5.º               | 5.º             |                   | Medalha de bronze |                  |                   |                   |               |               |               |
| GP Final do Grand Prix |               |                   |               |                 |               |                   |                   | Medalha de ouro | 4.º               |                   | 5.º              |                   |                   |               |               |               |
| GP Cup of China |               |                   |               |                 |               |                   |                   | Medalha de ouro |                   |                   | Medalha de ouro  |                   |                   |               |               |               |
| GP NHK Trophy |               |                   |               |                 |               |                   | 4.º               |                 | 5.º               | Medalha de prata  |                  |                   | Medalha de bronze | 5.º           |               |               |
| GP Rostelecom Cup |               |                   |               |                 |               |                   | 4.º               |                 | Medalha de bronze | Medalha de bronze |                  |                   |                   |               |               |               |
| GP Skate America |               |                   |               |                 |               |                   |                   |                 |                   |                   |                  | 5.º               |                   | 5.º           |               |               |
| GP Skate Canada International |               |                   |               |                 |               |                   | 8.º               |                 | Medalha de ouro   |                   |                  |                   | 6.º               |               |               |               |
| GP Trophée Éric Bompard |               |                   |               |                 |               |                   |                   |                 |                   |                   |                  | Medalha de prata  |                   |               |               |               |
| Finlandia Trophy |               |                   |               |                 |               | Medalha de ouro   |                   |                 |                   |                   |                  |                   |                   |               |               |               |
| International Challenge Cup |               |                   |               |                 |               |                   |                   |                 |                   |                   | Medalha de prata |                   |                   |               |               |               |
| Nebelhorn Trophy |               |                   |               |                 | 18.º          |                   |                   |                 |                   |                   |                  |                   |                   |               |               |               |
| Internacional – Júnior |               |                   |               |                 |               |                   |                   |                 |                   |                   |                  |                   |                   |               |               |               |
| Copenhagen Trophy |               | Medalha de bronze |               |                 |               |                   |                   |                 |                   |                   |                  |                   |                   |               |               |               |
| Nacional |               |                   |               |                 |               |                   |                   |                 |                   |                   |                  |                   |                   |               |               |               |
| Campeonato dos Estados Unidos |               |                   |               |                 |               | Medalha de peltre | Medalha de peltre | Medalha de ouro | Medalha de ouro   | Medalha de peltre | Medalha de ouro  | Medalha de bronze | Medalha de ouro   | 5.º           |               |               |
| Camp. dos Estados Unidos – Júnior |               |                   | 7.º           | Medalha de ouro |               |                   |                   |                 |                   |                   |                  |                   |                   |               |               |               |
| Camp. dos Estados Unidos – Noviço | 6.º           |                   |               |                 |               |                   |                   |                 |                   |                   |                  |                   |                   |               |               |               |
| Equipes |               |                   |               |                 |               |                   |                   |                 |                   |                   |                  |                   |                   |               |               |               |
| Jogos Olímpicos |               |                   |               |                 |               |                   |                   |                 |                   |                   |                  |                   | 3T/7P             |               |               |               |
| Troféu Mundial por Equipes |               |                   |               |                 |               |                   |                   | 1T/5P           |                   |                   | 2T/5P            | 1T/6P             |                   |               |               |               |
| Japan Open |               |                   |               |                 |               |                   |                   |                 | 2T/3P             |                   |                  |                   | 2T/3P             |               |               |               |
| |               |                   |               |                 |               |                   |                   |                 |                   |                   |                  |                   |                   |               |               |               |
| Legenda: GP = Grand Prix; JGP = Grand Prix Júnior; WD = Abandonou; T = Posição da equipe; P = Posição individual; Competição não foi disputada nesta temporada; Competição não fez parte do GP/CS; Competição fez parte do GP/CS |               |                   |               |                 |               |                   |                   |                 |                   |                   |                  |                   |                   |               |               |               |

### 2015–2018
| Resultados                                             | Resultados    | Resultados    | Resultados    | Resultados    | Resultados    | Resultados    | Resultados    | Resultados    | Resultados    | Resultados    | Resultados    | Resultados    | Resultados    | Resultados    | Resultados    | Resultados    |
| Internacional                                          | Internacional | Internacional | Internacional | Internacional | Internacional | Internacional | Internacional | Internacional | Internacional | Internacional | Internacional | Internacional | Internacional | Internacional | Internacional | Internacional |
| Evento/Temporada                                       | 2015– 2016    | 2016– 2017    | 2017– 2018    | 2018– 2019    |               |               |               |               |               |               |               |               |               |               |               |               |
| ------------------------------------------------------ | ------------- | ------------- | ------------- | ------------- | ------------- | ------------- | ------------- | ------------- | ------------- | ------------- | ------------- | ------------- | ------------- | ------------- | ------------- | ------------- |
| Japan Open                                             | 2T/4P         | 3T/4P         | 3T/6P         | 3T/6P         |               |               |               |               |               |               |               |               |               |               |               |               |
|                                                        |               |               |               |               |               |               |               |               |               |               |               |               |               |               |               |               |
| Legenda: T = Posição da equipe; P = Posição individual |               |               |               |               |               |               |               |               |               |               |               |               |               |               |               |               |